# Biomonitoramento ambiental
O biomonitoramento é uma metodologia de avaliação da qualidade ambiental com o uso de organismos. Em termos práticos, o monitoramento é uma avaliação da qualidade ambiental dentro de uma escala espacial e temporal definidas. Consiste na análise da resposta de indivíduos, populações, assembléias ou comunidades à diferentes gradientes de contaminação ou poluição.  Dentre as principais técnicas estão os ensaios de toxicidade e ecotoxicidade, a exposição in situ de organismos (sentinelas) e as caracterizações de comunidades biológicas nos ambientes de estudo.

## Substâncias com efeitos aditivos
Algumas substâncias podem interagir com o organismo da mesma forma, ou seja, causar os mesmos efeitos no corpo humano (efeito de adição para um mesmo sintoma por diferentes componentes). Alguns exemplos dos efeitos e suas respectivas substâncias estão listadas abaixo:
Irritantes:  Ácidos e aldeídos, solventes orgânicos e cloro.
Ação sobre os pulmões: Mangânes e cobre gerados em operações de solda.
Febre dos fumos: Óxidos de diversos metais e plásticos.
Depressores do sistema nervoso central: Hidrocarbonetos aromáticos, éteres e álcoois.
Para cada substância há um limite de exposição específico, fazendo com que fosse desenvolvida uma forma adequada para calculá-la. Tem-se assim, a fórmula:
IEt = C1/L1 + C2/L2 + ... + Cn/Ln
IEt →  Índice de exposição total
C → Concentração medida do componente
L → Limite de exposição do componente
Sabendo que:
IEt > 0,5 (exposição acima do nível de ação, os trabalhadores estão expostos) 
IEt > 1 (exposição excessiva)